# Flanders Cup
La Flanders Cup est l'appellation du circuit des meetings professionnels d'athlétisme organisés en Belgique flamande, sous l'égide de la Vlaamse Atletiekliga.

## Calendrier
| # | Meeting                                | Club                                          | Stade | Ville         | Province                        |
| - | -------------------------------------- | --------------------------------------------- | ----- | ------------- | ------------------------------- |
| 1 | IFAM-MEETING                           | Koninklijke Atletiekclub Eendracht Aalst (EA) | ?     | Lede          | Province de Flandre-Orientale   |
| 2 | Grote Prijs Stad Lokeren               | Atletiek Vereniging Lokeren (AVLO)            | ?     | Lokeren       | Province de Flandre-Orientale   |
| 3 | Putbos Flanders Cup                    | Vlierzele Sportief (VS)                       | ?     | Lede          | Province de Flandre-Orientale   |
| 4 | Allonsius Sport Meeting                | Koninklijke Olympic Essenbeek Halle (OEH)     | ?     | Beersel       | Province du Brabant flamand     |
| 5 | Internationale Peugeot Sint-Niklaascup | Koninklijke Atletiekclub Waasland (ACW)       | ?     | Saint-Nicolas | Province de Flandre-Orientale   |
| 6 | Guldensporenmeeting                    | Kon.Kortrijk Sport Atletiek (KKS)             | ?     | Courtrai      | Province de Flandre-Occidentale |
| 7 | Memorial Rasschaert                    | Vrienden In Toekomst Atletiek (VITA)          | ?     | Ninove        | Province de Flandre-Orientale   |
| 8 | Meeting Voor Mon                       | Daring Club Leuven Atletiek (DCLA)            | ?     | Louvain       | Province du Brabant flamand     |
| 9 | Internationaal Antwerps Atletiek Gala  | Olse Atletiek Club (OLSE)                     | ?     | Anvers        | Province d'Anvers               |